# Keystone LB-5
Le Keystone LB-5 est un bombardier léger développé pour le United States Army Air Corps (USAAC) dans les années 1920.

## Historique
Le 27 décembre 1935, une éruption du volcan Mauna Loa menace Hilo, obligeant dix bombardiers dont cinq ou six Keystone LB-5 des 23e et 72e escadrons de bombardiers de l'United States Army Air Corps basés à Pearl Harbor à décoller et à larguer vingt bombes d'environ 300 kilogrammes afin de dévier les coulées de lave. Déclaré comme un succès a l'époque, on pense désormais que celui-ci est un hasard .